# Fragile (hudební skupina)
Fragile je slovenská vokální hudební skupina, kterou tvoří osobnosti známé z televizních obrazovek a divadel, které se objevovaly v televizních seriálech, v divadelních a muzikálových představení či v televizních show: Braňo Kostka, Helena Krajčiová, Jana Golisová, Kamil Mikulčík, Slavo Košecký, Soňa Norisová, Svetlana Rymarenko a Vilo Csontos.
Skupina se věnuje interpretaci známých hitů napříč žánry všemožných světových umělců jako jsou například: Billy Joel, Norah Jones, Stevie Wonder, Sting či Tina Turner. Jejich hity zpívají bez hudebního doprovodu (tedy „a capella“) – tím je skupina Fragile specifická.
Za svou práci byli v roce 2014 oceněni slovenskou cenou OTO.
V letech 2013, 2014 a 2015 spolupracovali s Richardem Müllerem, s nímž absolvovali turné po celé České i Slovenské republice. Těmto koncertům předcházelo vydání alba Hlasy, na kterém Richard Müller & Fragile přezpívali staré hity Richarda Müllera a přidali k nim i několik nových.